# Dangjin
Dangjin är en stad i den sydkoreanska provinsen Södra Chungcheong. Staden har 171 699 invånare (2020).

## Administrativ indelning
Centralorten är indelad i tre stadsdelar (dong): Dangjin 1-dong, Dangjin 2-dong ochDangjin 3-dong.
Resten av kommunen består av två köpingar (eup) och nio socknar (myeon):
Daehoji-myeon,
Godae-myeon,
Hapdeok-eup,
Jeongmi-myeon,
Myeoncheon-myeon,
Seongmun-myeon,
Sinpyeong-myeon,
Songak-eup,
Songsan-myeon,
Sunseong-myeon och
Woogang-myeon.

## Vänorter
- Bergen County, USA
- Gangbuk-gu, Sydkorea
- Michuhol-gu, Incheon,  Sydkorea
- Snohomish County, USA
- Yongsan-gu, Sydkorea
- Daisen, Japan